# Rabiatou Serah Diallo
Pour les articles homonymes, voir Diallo.
Rabiatou Serah Diallo (), née le 31 décembre 1949 et morte le 28 juin 2023 à Conakry, est une syndicaliste guinéenne. Elle est la première femme africaine à accéder à la direction d’un syndicat national. Elle a organisé la grève générale en Guinée de 2007.
Présidente du conseil national de la transition guinéenne de 2010 à 2014.

## Biographie
Originaire de Mamou dans la région peule du Fouta Djallon, Rabiatou Diallo a lentement gravi les échelons du monde associatif puis du syndicalisme. Issue d’une famille nombreuse en milieu rural, elle participe aux réunions de quartier dès son enfance puis se présente à 19 ans aux élections syndicales du deuxième congrès de la Confédération nationale des travailleurs de Guinée (CNTG) de 1969. Elle n’y est pas élue, les mentalités de l’époque n’étant pas prête à voir une femme accéder à un poste dirigeant. Il lui faudra du temps pour faire ses preuves et accéder à d’autres responsabilités que celles traditionnellement dévolues aux femmes : affaires familiales, mariages, enfants et problèmes domestiques, et convaincre de ses capacités, y compris les femmes persuadées que le syndicalisme est une affaire d’hommes.
En 2000, elle accède au poste de secrétaire générale de la CNTG, qui sous sa direction devient le principal mouvement de travailleurs du pays avec 60 000 affiliés.
Rabiatou Serah Diallo s’attèle à deux tâches parallèles : implanter le syndicalisme dans un pays où l’économie informelle tient une place prépondérante, et y ouvrir une place aux femmes.
En 2006, la première grève générale qu’ait connue la Guinée, en protestation contre la dégradation des conditions de vie, est un succès, suivie y compris par le secteur informel qui n’ouvre ses marchés qu’à la nuit tombée pour permettre à la population de s’approvisionner.
Début 2007, Rabiatou Serah Diallo est en première ligne d’un nouveau soulèvement qui réclame, entre autres, la mise à l’écart de personnalités corrompues. Le 22 janvier, elle est arrêtée avec d’autres dirigeants syndicaux ; ils seront libérés sous les pressions internationales.
Aux accusations de vouloir mettre le feu, Rabiatou Serah Diallo répond : « Je suis femme et mère de six enfants et quand je mets le feu, c’est sous la marmite, pour nourrir mes enfants. Mais en Guinée, la marmite est vide. « … » C’est ça qui met le feu au pays ».

### Conseil national de transition
À la suite du massacre du 28 septembre 2009 et du départ en exil de Moussa Dadis Camara, Rabiatou Serah Diallo est nommée le 8 février 2010 présidente du Conseil national de transition, organe chargé de gérer la transition vers un régime démocratique en l'absence de pouvoir législatif, l'Assemblée nationale ayant été dissoute par Moussa Dadis Camara. Moins de six mois plus tard se tient le premier tour de l'élection présidentielle (27 juin 2010).

### Mort
Rabiatou Sarah Diallo est décédée le 28 juin 2023 à l’Hôpital de l'amitié sino-guinéenne de la suite de maladies.

### Source
- Le Soir, 24 février 2007, rubrique L'acteur par André Linard